# Collix infecta
Collix infecta är en fjärilsart som beskrevs av Louis Beethoven Prout 1923. Collix infecta ingår i släktet Collix och familjen mätare. Inga underarter finns listade i Catalogue of Life.